# Kazimierz Piekarski
Kazimierz Rola-Piekarski herbu Rola (ur. 30 marca 1893 w Târgu Jiu, zm. 7 lutego 1944 w Łowiczu) – polski bibliotekarz, doktor filozofii, docent bibliografii i bibliologii Uniwersytetu Warszawskiego, kustosz Biblioteki Narodowej w Warszawie, historyk książki, bibliofil, kolekcjoner ekslibrisów, 
Był przewodniczącym komisji dla centralnego katalogu inkunabułów w Polsce i twórcą warsztatu dla badań dziejów książki w XV i XVI wieku. Sekretarz, potem zastępca przewodniczącego Koła Krakowskiego w latach 1919–1939. Członek korespondent Wydziału Filozoficznego PAU. Autor licznych publikacji z dziedziny historii książki, redaktor czasopism "Ex libris" i "Silva Rerum".
Pracował w bibliotekach: (1917–1920) Polskiej Akademii Umiejętności w Krakowie, (1920–1921) Zakładu Narodowego im. Ossolińskich, (1925–1930) Jagiellońskiej, (1931–1943) Narodowej. 
Stworzył teorię księgoznawstwa, która ma zastosowanie głównie do dawnej książki polskiej. Nie została nigdzie przez niego spisana w całości, ale jej fragmenty są rozrzucone po kilku pracach dotyczących książki XV i XVI wieku, której był znawcą. Głównie informacje zamieszczone są w publikacjach Książka w Polsce XV i XVI wieku i Zadania bibliografii polskiej XVI stulecia.
W drugiej połowie lat dwudziestych XX wieku, w trakcie pełnienia obowiązków kierownika Działu Starych Druków Biblioteki Jagiellońskiej, stworzył warsztat do badań dawnej książki. Był twórcą jednego z najnowocześniejszych w tamtych czasach systemów wiedzy o książce. System swój nazywał księgoznawstwem (unikał terminu bibliologia). Opierał się on na pojęciu 'książki' na które składało się: strona zewnętrzna książki, treść oraz funkcja. Twierdził, że książką jest tylko ten druk lub rękopis, którego przeznaczeniem jest swobodne oddziaływanie na społeczeństwo, a tak rozumiana książka powinna być przedmiotem samodzielnej dyscypliny naukowej. Proponował wyróżnienie następujących zagadnień w ramach wiedzy o księgoznawstwie:
- produkcja drukarska
- papier i oprawa
- nakład
- kolportaż
- konsumpcja
- czytelnictwo

Na potrzeby prowadzonych badań wykorzystywał sprawdzoną już przez Joachima Lelewela metodę typograficzną - inkunabulistykę. Metodę tę wzbogacił o szereg własnych pomysłów – np. chronologizacja druków w zespołach klockowych i badanie ortografii. Poza metodą typograficzną stosował różne inne metody, np. związane z badaniem papieru książkowego lub papieru do oprawy książek, czy też inne związane z introligatorstwem badające rodzaj oprawy książki, technikę jej wykonania, analizę zdobień i rubrykowanie. 
Był przeciwnikiem badań księgoznawczych (w zakresie produkcji drukarskiej) korzystających głównie z metody opierającej się o badanie źródeł archiwalnych.
W okresie międzywojennym Piekarski odkrył przypadkowo w oprawie starych ksiąg rachunkowych w Archiwum Głównym Akt Dawnych w Warszawie fragmenty oryginalnej mapy średniowiecznej ojca polskiej kartografii Bernarda Wapowskiego, zaginęły one jednak w czasie II wojny światowej.
W okresie okupacji niemieckiej brał udział w konspiracyjnej działalności kulturalnej. Zmarł w trudnych warunkach okupacyjnych w Łowiczu 7 lutego 1944 r.
Za swoją działalność w dziedzinie książki i bibliotek Kazimierz Piekarski został uhonorowany w 1930 roku przez Rycerski Zakon Bibliofilski z Kapitułą Orderu Białego Kruka, Orderem Białego Kruka ze wstęgą inkunabułu. Order ten jest nadawany za zasługi na polu księgoznawstwa, literatury pięknej, nauki i sztuki. Noszony jest na lewym boku, z kokardą, wstęgą na piersi z haftowaną kołyską.
Syn Witolda Piekarskiego – polski działacza socjalistycznego, profesora sztuki zdobniczej, rysownika i karykaturzysty, który 1880 był sądzony w procesie krakowskim Ludwika Waryńskiego i towarzyszy. 

## Ordery i odznaczenia
- Krzyż Kawalerski Orderu Odrodzenia Polski (11 listopada 1936)[5]
- Srebrny Wawrzyn Akademicki (4 listopada 1937)[6]
- Order Białego Kruka ze wstęgą inkunabułu (1930)